# Eurytoma tatipakensis
Eurytoma tatipakensis is een vliesvleugelig insect uit de familie Eurytomidae. De wetenschappelijke naam is voor het eerst geldig gepubliceerd in 1954 door Chandy Kurian.